# Waiting for the Punchline
Albums de Extreme
III Sides to Every Story
(1992) The Best of Extreme: An Accidental Collocation of Atoms?
(1998)
Singles
1. There Is No God
Sortie : 1994
2. Hip Today
Sortie : 1995
3. Cynical
Sortie : 1995
4. Unconditionally
Sortie : 1995

Waiting for the Punchline est le quatrième album du groupe de hard rock américain, Extreme. Il est sorti le 19 janvier 1995 sur le label A&M Records et a été produit par Nuno Bettencourt & Bob St.John.

## Historique
Cet album fut enregistré dans sa majorité aux Studios Criteria de Miami en Floride, seul Hip Today, Leave Me Alone et No Respect furent enregistrés dans les studios Sound Techniques de Boston. En cours d'enregistrement, le batteur Paul Geary quitta le groupe pour se consacrer à une carrière de management d'artiste dans le business musical, il ne joue donc pas sur les enregistrements effectués à Boston. Il sera remplacé par Mike Mangini qui jouait sur l'album Set the World on Fire du groupe de thrash metal canadien, Annihilator.
L'album n'eut pas autant de succès que ses prédécesseurs, n'atteignant que la 40e du Billboard 200 aux États-Unis. C'est en Grande-Bretagne qu'il se classa à sa meilleure place, 10e.
Après la tournée de promotion, Nuno Bettencourt informa les autres musiciens qu'il quittait Extreme pour se consacrer à une carrière solo, ce qui mit fin provisoirement au groupe. Gary Cherone rejoindra Van Halen en 1996 pour remplacer Sammy Hagar.

## Liste des titres
| No  | Titre                                   | Auteur                                     | Durée |
| --- | --------------------------------------- | ------------------------------------------ | ----- |
| 1.  | There Is No God                         | Nuno Bettencourt, Gary Cherone, Pat Badger | 6:08  |
| 2.  | Cynical                                 | Bettencourt, Cherone                       | 4:42  |
| 3.  | Tell Me Something I Don't Know          | Bettencourt, Cherone, Badger               | 6:25  |
| 4.  | Hip Today                               | Bettencourt, Cherone                       | 4:42  |
| 5.  | Naked                                   | Bettencourt, Cherone, Badger               | 5:47  |
| 6.  | Midnight Express                        | Bettencourt, Cherone                       | 3:59  |
| 7.  | Leave Me Alone                          | Bettencourt, Cherone, Mike Mangini         | 4:48  |
| 8.  | No Respect                              | Bettencourt, Cherone                       | 3:52  |
| 9.  | Evilangelist                            | Bettencourt, Cherone                       | 4:49  |
| 10. | Shadow Boxing                           | Bettencourt, Cherone                       | 4:34  |
| 11. | Unconditionally                         | Bettencourt, Cherone                       | 5:01  |
| 12. | Fair-Weather Faith *                    | Bettencourt, Cherone                       | 4:49  |
| 13. | Waiting for the Punchline (titre caché) | Bettencourt, Cherone                       | 6:00  |

* Ne figure par sur l'édition US

## Musiciens
- Gary Cherone: chant
- Nuno Bettencourt: guitares, claviers, chœurs
- Pat Badger: basse, chœurs
- Pat Geary: batterie  sauf sur les titres 4, 7 & 8
- Mike Mangini: batterie sur les titres 4, 7 & 8

## Charts
Album
| Pays        | Durée du classement | Meilleur classement |
| ----------- | ------------------- | ------------------- |
| Allemagne   | 9 semaines          | 46e                 |
| Autriche    | 2 semaines          | 37e                 |
| Canada      | 9 semaines          | 27e                 |
| États-Unis  | 5 semaines          | 40e                 |
| Pays-Bas    | 6 semaines          | 65e                 |
| Royaume-Uni | 3 semaines          | 10e                 |
| Suède       | 2 semaines          | 29e                 |
| Suisse      | 7 semaines          | 24e                 |

Singles
| Année | Single    | Chart                  | Durée du classement | Position |
| ----- | --------- | ---------------------- | ------------------- | -------- |
| 1995  | Hip Today | Mainstream Rock Tracks | 5 semaines          | 26e      |
| 1995  | Hip Today | UK Singles Chart       | 2 semaines          | 44e      |
| 1995  | Hip Today | RPM Top Singles        | 8 semaines          | 64e      |